# Alois Joh. Buch
Alois Johannes Buch (auch Aloys Johannes Buch, meist Alois Joh. Buch, Aloys J. Buch oder Aloys Buch; * 1951 in Offenbach am Main) ist ein deutscher römisch-katholischer Theologe sowie Stiftungsmanager.
Der frühere Geschäftsführer des Cusanuswerkes und von missio Deutschland ist seit 1992 Leiter des Stiftungswesens der C&A-Firmengruppe. Er betätigt sich auch als Theologie-Dozent.

## Leben
Alois Buch verbrachte die Kindheit und Jugend in seiner Geburtsstadt Offenbach, wo er auch das Abitur ablegte. Danach ging er zunächst nach Köln, um dort als Bundesvorsitzender den Verband der Katholischen Studierenden Jugend (KSJ) mit seinerzeit mehr als 80.000 Mitgliedern zu leiten.
Ab 1970 studierte Buch an der Johannes Gutenberg-Universität Mainz Theologie, Philosophie und Pädagogik. Parallel dazu wurde er 1971 für vier Jahre in die Würzburger Synode berufen. Mit 19 Jahren war er der Jüngste in dem Gremium, das sich mit der Aufarbeitung des Zweiten Vatikanischen Konzils beschäftigte. Buch setzte sich darin vornehmlich für die Ökumene ein. 1976 schloss er sein Theologiestudium ab. 1981 wurde er mit der Dissertationsschrift Wert – Wertbewusstsein – Wertgeltung. Grundlagen und Grundprobleme der Ethik Nicolai Hartmanns an der Universität Mainz zum Dr. phil. promoviert.
Anschließend war Buch von 1981 bis 1986 Geschäftsführer der Bischöflichen Studienförderung Cusanuswerk in Bonn. Danach betätigte er sich von 1986 bis 1992 als Generalsekretär des katholischen Missionswerkes missio Deutschland. 1992 wechselte Buch in die freie Wirtschaft und übernahm die Leitung des Stiftungswesens der C&A-Firmengruppe beziehungsweise der Familie Brenninkmeijer, verbunden mit dem Amt als Sprecher des Büros Brenninkmeijer. 
Parallel zu seiner praktischen Arbeit im kirchlichen Dienst blieb Buch stets der wissenschaftlichen Lehre verbunden. So hatte er einen Lehrauftrag an der RWTH Aachen und betätigt sich seit Mitte der 1980er Jahre als Dozent für Moraltheologie am interdiözesanen Priesterseminar Studienhaus St. Lambert in Lantershofen. Im November 2009 ernannte ihn der Trierer Bischof Stephan Ackermann zum „Seminarprofessor“. Laut Ernennungsurkunde sollte damit Buchs hoher Einsatz in den Seminarveranstaltungen und sein Engagement in der Konferenz der Dozenten gewürdigt werden. 2012 wurde Buch von der Seminarkonferenz des Studienhauses zum Studienleiter gewählt.
Alois Buch veröffentlichte zahlreiche Beiträge zu grundlegenden moraltheologischen sowie praktisch-ethischen Themen, vor allem in theologischen und philosophischen Fachzeitschriften wie etwa der Zeitschrift für medizinische Ethik, deren Mitherausgeber er ist, sowie in der Kulturzeitschrift Stimmen der Zeit.
Am 20. März 2010 weihte Weihbischof Johannes Bündgens Alois Buch in der Münster-Basilika St. Vitus in Mönchengladbach zum Ständigen Diakon. Als solcher wirkt Buch seither ehrenamtlich in der Pfarre Sankt Vitus mit. 
Alois Johannes Buch ist seit 1976 mit Petra Buch verheiratet, die als Studienrätin in Krefeld unterrichtet. Das Paar hat drei erwachsene Kinder und lebt seit 1992 in Korschenbroich. Petra und Alois Johannes Buch nahmen im Oktober 2015 als eines von 17 Ehepaaren in Rom auf Einladung des Vatikans an der Bischofssynode der römisch-katholischen Kirche zum Thema „Die Berufung und Sendung der Familie in Kirche und Welt von heute“ teil.

## Schriften
- als Mitverfasser und Herausgeber zusammen mit Heinrich Fries: Die Frage nach Gott als Frage nach dem Menschen. Patmos-Verlag, Düsseldorf 1981 (ISBN 3-491-77227-3).
- Wert – Wertbewusstsein – Wertgeltung. Grundlagen und Grundprobleme der Ethik Nicolai Hartmanns. Dissertationsschrift, Mainz 1981 (im Druck als Band 164 in der Reihe Abhandlungen zur Philosophie, Psychologie und Pädagogik, Bouvier, Bonn 1982, ISBN 3-416-01659-9).
- als Herausgeber: Nicolai Hartmann: 1882–1982. Mit einer Einleitung von Josef Stallmach und einer Bibliographie der seit 1964 über Hartmann erschienenen Arbeiten. Bouvier, Bonn 1982 (2. Auflage, Bouvier, Bonn 1987, ISBN 3-416-01665-3).
- als Herausgeber zusammen mit Jörg Splett: Wissenschaft, Technik, Humanität. Beiträge zu einer konkreten Ethik. Knecht, Frankfurt am Main 1982 (ISBN 3-7820-0477-9).
- als Herausgeber und Mitverfasser zusammen mit Eberhard Schockenhoff, Matthias Volkenandt und Verena Wetzstein: Medizinische Ethik im Wandel. Grundlagen – Konkretionen – Perspektiven. Schwabenverlag, Ostfildern 2005 (ISBN 3-7966-1216-4).